# Gaston Barreau
Pour les articles homonymes, voir Barreau.
Gaston Barreau (né le 7 décembre 1883 à Levallois-Perret et mort le 11 juin 1958 dans la même ville) est un footballeur français devenu entraîneur à l'issue de sa carrière.

## Biographie
Gaston Barreau est un footballeur du FEC Levallois qui honore 12 sélections en équipe de France entre 1911 et 1914. Il évolue au poste de défenseur.
Avec la formation de la FFFA, le principe du comité de sélection de l'équipe de France de football déjà en usage avant la Grande Guerre est reconduit. Ce dernier se compose d'Achille Duchenne, Gabriel Jandin, Eugène Plagnes et Maurice Wuillaume à partir du 13 novembre 1919 avec Gaston Barreau comme manager technique en match.
C'est lui qui se trouve au bord du terrain pour diriger l'équipe. Il est parfois secondé par un entraîneur, le plus souvent anglais, mais ce dernier doit se contenter d'un rôle secondaire. Pourtant, Gaston Barreau est d'un naturel réservé, presque timide. Il parle peu, ne se livre jamais et brille surtout par son effacement. Il n'en reste pas moins l'un des hommes les plus écoutés du football français pendant quatre décennies, entre 1919 et 1958.
Ne pouvant se libérer de ses obligations à l'Académie de musique en juillet 1930, il ne peut pas accompagner « son » équipe de France lors de la première édition de la Coupe du monde.
Barreau est nommé sélectionneur unique le 24 février 1936, c'est la fin de l'époque du comité de sélection.
Gaston Barreau reste le manager de l'équipe de France de 1919 à 1955. Il est même présent dans le staff des Bleus jusqu'à son décès, en 1958, le jour du match Yougoslavie-France lors du mondial suédois. Gaston Barreau reste responsable des Bleus pendant 197 matchs.

## Carrière (joueur)
- 1898-1907 : FEC Levallois
- 1907-1908 : Standard A.C.
- 1908-1909 : Club français
- 1909-1919 : FEC Levallois[2]

## Palmarès (joueur)
- 12 sélections et 0 but en équipe de France entre 1911 et 1914 (2 fois capitaine)